# 1987.
◄ | 19. stoljeće | 20. stoljeće | 21. stoljeće | ►
◄ | 1950-ih | 1960-ih | 1970-ih | 1980-ih | 1990-ih | 2000-ih | 2010-ih | ►
◄◄ | ◄ | 1984. | 1985. | 1986. | 1987. | 1988. | 1989. | 1990. | ► | ►►
Arhitektura • Astronautika • Astronomija • Biologija • Film • Fotografija • Glazba • Kazalište • Kemija • Kiparstvo • Knjige • Književnost • Kršćanstvo • Meteorologija • Medicina • Planinarstvo • Politika • Pravo • Promet • Slikarstvo • Strip • Šport • Televizija • Znanost • Zrakoplovstvo • Željeznički promet

## Događaji
- 22. veljače – Papa Ivan Pavao II. objavio je encikliku Donum Vitae (hrv. Dar života) o biomedicinskim istraživanjima i reproduktivnim tehnikama. Poruka enciklike je poziv na zaštitu ljudskog života od trenutka začeća.
- 24. travnja – Tadašnji predsjednik Centralnog komiteta Saveza komunista Srbije, Slobodan Milošević, posjetio Kosovo Polje. Tijekom njegovog razgovora s lokalnim vlastima i Srbima, ispred zgrade gdje se održavao sastanak došlo do sukoba okupljenih građana i milicije. Milošević izašao napolje i izjavio kosovskim Srbima : »Niko ne sme da vas bije!« Ovaj događaj doveo je Miloševića u sukob s tadašnjim srpskim predsjednikom Ivanom Stambolićem, a također predstavlja ključan događaj u Miloševićevom dolasku na vlast u Srbiji.
- 3. svibnja – Umrla Dalida. Svjetski poznata glazbena diva i glumica. Međunarodni simbol francuske šansone i glazbe općenito. Bila je jedna od najpopularnijih pjevačica.
- 11. srpnja – u Zagrebu rođen petmilijarditi stanovnik Zemlje, Matej Gašpar.
- 3. rujna – Vojnik Jugoslavenske narodne armije, Albanac Aziz Keljmendi, u vojarni u Paraćinu hicima iz automatske puške ubio četvoricu, a ranio šestoricu vojnika na spavanju.
- 24. rujna – Završena Osma sjednica CK SK Srbije, na kojoj se sa svih dužnosti smijenjen Dragiša Pavlović – lider beogradskih komunista koji se javno usprotivio Miloševićevoj politici. Ovaj događaj označio je Miloševićevo potpuno preuzimanje vlasti u Srbiji.
- 4. listopada – Papa Ivan Pavao II. na Trgu svetog Petra u Rimu proglasio blaženima Marcelu Cailu, Antoniu Mesinu i Pierinu Morosini.
- 14. prosinca – Ivan Stambolić razriješen dužnosti predsjednika Predsjedništva Srbije.
- 29. prosinca – počeo emitirati Radio Brač.

### Sport u 1987.
- 3. do 14. lipnja – U Ateni održano Europsko prvenstvo u košarci
- 8. do 19. srpnja – U Zagrebu održana XIV. Ljetna univerzijada.

## Rođenja

### Siječanj
- 9. siječnja – Paolo Nutini, škotski glazbenik
- 10. siječnja – César Cielo Filho, brazilski plivač
- 12. siječnja – Naya Rivera, američka glumica i pjevačica
- 13. siječnja – Ilija Sivonjić, hrvatski nogometaš
- 13. siječnja – Marc Staal, francuski hokejaš na ledu
- 17. siječnja – Oleksandr Usik, ukrajinski boksač

### Veljača
- 1. veljače – Heather Morris, američka glumica i pjevačica
- 1. veljače – Costel Pantilimon, rumunjski nogometni vratar
- 2. veljače – Gerard Piqué, španjolski nogometaš
- 7. veljače – Kerli, estonska pjevačica
- 8. veljače – Carolina Kostner, talijanska klizačica
- 17. veljače – Ante Tomić, hrvatski košarkaš
- 21. veljače – Ashley Greene, američka glumica i model
- 21. veljače – Anas Sharbini, hrvatski nogometaš
- 21. veljače – Ellen Page, američka glumica
- 26. veljače – Juraj Kucka, slovački nogometaš
- 26. veljače – Andrea Šušnjara, hrvatska pjevačica
- 27. veljače – Milenko Tepić, srpski košarkaš

### Ožujak
- 1. ožujka – Ke$ha, američka pjevačica
- 2. ožujka – Jonas Jerebko, švedski košarkaš
- 5. ožujka – Ana Čakvetadze, ruska tenisačica
- 18. ožujka – Jamont Gordon, američki košarkaš
- 18. ožujka – Arnd Peiffer, njemačka biatlonac
- 19. ožujka – Miloš Teodosić, srpski košarkaš
- 22. ožujka – Darko Franić, hrvatski nogometaš

### Travanj
- 7. travnja – Martín Cáceres, urugvajski nogometaš
- 11. travnja – Joss Stone, engleska pjevačica
- 19. travnja – Marija Šarapova, ruska tenisačica
- 20. travnja – João Alves de Assis Silva, brazilski nogometaš
- 28. travnja – Daequan Cook, američki košarkaš
- 29. travnja – Tin Široki, hrvatski alpski skijaš

### Svibanj
- 1. svibnja – Shahar Pe'er, izraelska tenisačica
- 5. svibnja – Marija Šestić, bosanskohercegovačka pjevačica
- 15. svibnja – Ersan İlyasova, turski košarkaš
- 22. svibnja – Novak Đoković, srpski tenisač
- 15. svibnja – Andy Murray, škotski tenisač
- 23. svibnja – Filip Križan, hrvatski glumac
- 26. svibnja – Samir Nasri, francuski nogometni reprezentativac
- 30. svibnja – Danko Marinelli, hrvatski alpski skijaš

### Lipanj
- 5. lipnja – Marcus Thornton, američki košarkaš
- 8. lipnja – Matea Ferk, hrvatska skijašica
- 19. lipnja – Sthefany Brito, brazilska glumica
- 21. lipnja – Khatia Buniatišvili, gruzijska pijanistica
- 24. lipnja – Lionel Messi, argentinski nogometaš
- 26. lipnja
  - Ana Zaninović, hrvatska tekvandoašica
  - Lucija Zaninović, hrvatska tekvandoašica
- 27. lipnja – Ed Westwick, britanski glumac

### Srpanj
- 1. srpnja – David Vlajčić, hrvatski političar i pravnik
- 3. srpnja
  - Benoît Costil, francuski nogometni vratar
  - Sebastian Vettel, njemački vozač Formule 1
- 16. srpnja – AnnaLynne McCord, američka glumica
- 17. srpnja – Ivan Strinić – hrvatski nogometaš, pripadnik hrvatske druge zlatne generacije.
- 22. srpnja – Charlotte Kalla, švedska skijašica trkačica
- 27. srpnja – Marek Hamšík, slovački nogometaš
- 29. srpnja – Génesis Rodríguez, venecuelansko-američka glumica
- 31. srpnja – Michael Bradley, američki nogometaš

### Kolovoz
- 1. kolovoza – Jakov Fak, hrvatski biatlonac
- 7. kolovoza – Sidney Crosby, kanadski profesionalni hokejaš na ledu
- 8. kolovoza – Katie Leung, britanska glumica
- 19. kolovoza – Nico Hülkenberg, njemački vozač automobilističkih utrka
- 22. kolovoza – Dan Weekes-Hannah, novozelandski glumac
- 22. kolovoza – Josip Tadić, hrvatski nogometaš
- 25. kolovoza – Blake Lively, američka glumica
- 25. kolovoza – Amy Macdonald, škotska kantautorica
- 25. kolovoza – Luka Šulić, hrvatski violončelist
- 31. kolovoza – Marin Tomasov, hrvatski nogometaš

### Rujan
- 8. rujna – Wiz Khalifa, američki reper, pjevač i tekstopisac
- 9. rujna – Mohamed Kalilou Traoré, malijski nogometaš
- 9. rujna – Alexandre Song, kamerunski nogometaš
- 9. rujna – Andrea Petković, njemačka tenisačica
- 16. rujna – Kyle Lafferty, sjevernoirski nogometaš
- 21. rujna – Femke Heemskerk, nizozemska plivačica
- 28. rujna – Hilary Duff, američka glumica i pjevačica

### Listopad
- 1. listopada – Maro Joković, hrvatski vaterpolist
- 15. listopada – Ott Tänak, estonski reli vozač
- 18. listopada – Zac Efron, američki glumac i pjevač
- 21. listopada – Ivona Kundert, hrvatska glumica

### Studeni
- 3. studenog – Ty Lawson, američki košarkaš
- 5. studenog – O. J. Mayo, američki profesionalni košarkaš
- 6. studenog – Ana Ivanović, srpska tenisačica
- 27. studenog – Andrew Bynum, američki profesionalni košarkaš

### Prosinac
- 10. prosinca – Gonzalo Higuaín, argentinski nogometaš
- 15. prosinca – Boris Pandža, nogometni reprezentativac BiH
- 17. prosinca – Aslıhan Güner, turska glumica
- 19. prosinca – Karim Benzema, francuski nogometaš
- 31. prosinca – Javaris Crittenton, američki košarkaš

## Smrti

### Siječanj
- 9. siječnja – Arthur Lake, američki glumac (* 1905.)
- 14. siječnja – Douglas Sirk, dansko-njemački filmski režiser (* 1897.)
- 15. siječnja – Ray Bolger, američki glumac (* 1904.)
- 18. siječnja – Sergio Blažić, hrvatski glazbenik i pjevač sastava Atomsko sklonište (* 1951.)
- 29. siječnja – Ivo Lhotka-Kalinski, hrvatski skladatelj (* 1913.)
- 30. siječnja – Ante Topić Mimara, hrvatski skupljač umjetnina i povjesničar umjetnosti (* 1898.)

### Veljača
- 4. veljače – Liberace, američki zabavljač i pijanist (* 1919.)
- 20. veljače – Ivan Brkanović, hrvatski skladatelj (* 1906.)
- 22. veljače – Andy Warhol, američki slikar, dizajner i filmski stvaratelj (* 1928.)

### Ožujak
- 2. ožujka – Randolph Scott, američki glumac (* 1898.)
- 3. ožujka – Danny Kaye, američki glumac (* 1911.)
- 13. ožujka – Gerald Moore, engleski pijanist (* 1899.)
- 19. ožujka – Louis de Broglie, francuski fizičar (* 1892.)
- 21. ožujka – Robert Preston, američki glumac (* 1918.)
- 28. ožujka – Maria von Trapp, matrijarh glazbene obitelji Von Trapp (* 1905.)

### Travanj
- 11. travnja – Erskine Caldwell, američki književnik (* 1903.)
- 23. travnja – Balint Vujkov, hrvatski književnik  (* 1912.)

### Svibanj
- 3. svibnja – Radoslav Akerman, hrvatski ginekolog židovskog porijekla (* 1907.)
- 3. svibnja – Dalida, francuska pjevačica (* 1933.)
- 4. svibnja – Cathryn Damon, američka glumica (* 1930.)
- 14. svibnja – Rita Hayworth, američka filmska glumica (* 1918.)
- 16. svibnja – Jagoda Antunac, hrvatska glumica (* 1938.)

### Lipanj
- 22. lipnja – Fred Astaire, američki plesač i glumac, (* 1899.)

### Srpanj
- 4. srpnja – Albert Kinert, hrvatski slikar i grafičar (* 1919.)
- 8. srpnja – Franjo Wölfl, hrvatski nogometaš (* 1918.)
- 8. srpnja – Ivan Raos, hrvatski književnik (* 1921.)
- 28. srpnja – Šime Vučetić, hrvatski književnik (* 1909.)

### Kolovoz
- 17. kolovoza – Rudolf Heß, njemački nacistički dužnosnik (* 1894.)
- 17. kolovoza – Oktavijan Miletić, hrvatski redatelj, scenarist i glumac (* 1902.)
- 25. kolovoza – John Huston, američki filmski redatelj (* 1906.)
- 29. kolovoza – Lee Marvin, američki glumac (* 1924.)

### Rujan
- 23. rujna – Bob Fosse, američki kazališni koreograf i redatelj (* 1927.)
- 25. rujna – Mary Astor, američka filmska glumica (* 1906.)

### Listopad
- 3. listopada – Jean Anouilh, francuski književnik (* 1910.)
- 7. listopada – Ivica Belošević, hrvatski nogometaš (* 1909.)
- 9. listopada – Vladimir Ruždjak, hrvatski operni pjevač (* 1922.)
- 18. listopada – Josip Roglić, hrvatski geograf i akademik (* 1906.)
- 20. listopada – Andrej Kolmogorov, ruski matematičar (* 1903.)
- 24. listopada – Ino Perišić, hrvatski dirigent i skladatelj (* 1920.)
- 30. listopada – Joseph Campbell, američki pisac, znanstvenik i profesor (* 1904.)

### Studeni
- 2. studenog – Anka Krizmanić, hrvatska slikarica i grafičarka (* 1896.)
- 10. studenog – Seyni Kountché, nigerski predsjednik i general (* 1931.)
- 30. studenog – Ante Jakšić, bački hrvatski književnik (* 1912.)

### Prosinac
- 2. prosinca – Jakov Zeldovič, sovjetski fizičar (* 1914.)
- 17. prosinca – Marguerite Yourcenar, belgijska spisateljica (* 1903.)

## Nobelova nagrada za 1987. godinu
- Fizika: Johannes Georg Bednorz i Karl Alex Müller
- Kemija: Donald James Cram, Jean-Marie Lehn i Charles John Pedersen
- Fiziologija i medicina: Susumu Tonegawa
- Književnost: Josif Brodski
- Mir: Oscar Arias Sanchez
- Ekonomija: Robert Solow

## Vanjske poveznice
|  | Zajednički poslužitelj ima još gradiva o temi 1987. |